# Genki Omae
Genki Omae (født 10. december 1989) er en japansk fodboldspiller, som spiller for den japanske fodboldklub Omiya Ardija.